# Sara Ezquerro
Sara Ezquerro de las Heras (Madrid, España; 5 de abril de 1999) es una futbolista española que juega como guardameta en el Levante Las Planas de la Segunda División de España.

## Clubes
| Club               | País   | Año       |
| ------------------ | ------ | --------- |
| Torrelodones C. F. | España | 2012-13   |
| Atlético de Madrid | España | 2013-16   |
| C. D. TACON        | España | 2016-20   |
| Real Madrid C. F.  | España | 2020-21   |
| Levante Las Planas | España | 2021-22   |
| Real Oviedo        | España | 2022-act. |